# 敦煌变文集
《敦煌变文集》是唐代敦煌变文作品的总集，由王重民、王庆菽、向达、周一良、启功、曾毅公等人编校，人民文学出版社1957年出版。此书根据国内外收藏的一百八十七部敦煌写本，整理校勘，编选出七十八种作品。编者在《引言》中说，他们“根据照片或原卷过录一个本子，然後由一人主校，其馀五人轮流互校一遍，把各人校勘的意见，综合起来，作成校记，附在每一篇的後面”。因此，校录文字基本上能保存写本原貌。 
《敦煌变文集》共八卷，按故事内容分类编排。一至三卷为有说有唱、有说无唱或对话体的歷史故事、民间传说，如《舜子变》、《伍子胥变文》、《汉将王陵变》、《王昭君变文》等；四至六卷为佛释迦的故事、佛经讲唱文和佛家故事，如《降魔变文》、《维摩诘经讲经文》等；第七卷为押座文和其他短文，如《八相押座文》、《三身押座文》等；第八卷为《搜神记》、《孝子传》。全书取材广泛、辑录甚丰，七、八两卷实已超出变文范围，是研究敦煌变文和通俗文学的重要参考书。

2003年，北京国学时代文化传播有限公司（国学网） （页面存档备份，存于）将此书数据化，收入《国学备要》，由商务印书馆国际有限公司出版。

## 版本信息
书名：敦煌变文集

作者：无名氏

编者：王重民、王庆菽、向达、周一良、启功、曾毅公

出版社：人民文学出版社

版次：1957年1版1印

印数：1-8600册

开本：大32

页数：922